# Rosalinda
A Rosalinda mexikói televíziós filmsorozat, amelyet a Televisa készített 1999-ben, a népszerű énekesnő, Thalía, valamint Fernando Carrillo főszereplésével. Bár hazájában nem, számos országban nagy sikert aratott, ahol vetítették. Magyarországon nézettségi rekordokat döntött 1999–2000-ben, amikor először bemutatták a TV2 kereskedelmi csatornán. Népszerűségének köszönhetően a főhőst alakító Thalíát 2000. szeptemberben meghívták Magyarországra, ahol a televízió igazgatója személyesen adta át neki a „legnézettebb telenovella hős”-nek járó elismerést. A sorozat 80, egyenként 45 perces részből áll. 2004-ben Mexikóban megjelent a DVD változata is.

## Összefoglaló
Rosalinda egy elragadó húszéves lány, aki egy virágboltban dolgozik. Egy nap megismerkedik Fernando Joséval, egy jóképű zongoristával, és első látásra egymásba szeretnek. Rosalinda nem is sejti, hogy Fernando José valójában egy nagyon gazdag családból származó ügyvéd. Számára a zene az érzelmei menedéke, és hobbiként a barátja éttermében zongorázik. Soledad, Rosalinda anyja, hosszú büntetését tölti a börtönben, hogy megvédje a férfit, akit szeret. Kénytelen volt odaadni lányát, Rosalindát a nővérének, Doloresnek. Rosalinda anélkül nőtt fel, hogy tudta volna, az igazi anyja börtönben volt Fernando José apjának meggyilkolása vádjával, egy olyan bűnnel, amit el sem követett. Valeria, Fernando José anyja nem egyezik bele fia kapcsolatába egy társadalmilag alacsonyabb osztályból származó lánnyal, de minden erőfeszítése, hogy elválassza a fiát Rosalindától, hiábavaló. Fernando José lemond kivételezett pozíciójáról, és feleségül veszi Rosalindát. Boldogsága azonban hirtelen végetér, amikor Valeria rájön, hogy Rosalinda annak a nőnek a lánya, akit Fernando José apjának meggyilkolásával vádolnak. A fájdalom kétségbeejti Rosalindát. A pár szétválik, fizikailag és érzelmileg is, életük útját úgy megváltoztatva, ahogyan soha nem képzelték volna. Rosalinda kórházba kerül, elveszíti emlékezetét és a családtagjait sem ismeri meg. A kórház leég és miközben Rosalindát a családja halottnak hiszi, az utcán céltalanul bolyongó lányt egy híres művészmenedzser, Alex Dorantes (Victor Noriega) veszi magához és híres énekesnőt farag belőle. Fernando José pedig felesége „halála” után eldönti, otthagyja az ügyvédi munkát, és a zenével kezd komolyan foglalkozni, elutazik egy hosszú turnéra.
Rosalinda semmire sem emlékszik a múltjából, Paloma Dorantes néven kezd új életet és egy alkalommal újra találkozik Fernando Joséval, aki halottnak hitt feleségét látja benne és szerelemre lobban Paloma iránt, nem is sejtve hogy a lány valójában az ő felesége. Közben Rosalinda nővére, Fedra (Nora Salinas) mindenáron meg akarja szerezni Fernando Josét, és - tudván hogy kicsoda valójában Paloma - még a Rosalindába szerelmes Alexszel és Valeriával is szövetségre lép, hogy elérje amit akar. A férfi Rosalindát hosszú turnéra viszi, hogy ne legyen Fernando José közelében, így a férfi feleségül veszi Fedrát. Azonban amikor egy este elmennek Fernando José fellépésére, Rosalinda egy baleset következtében visszanyeri emlékezetét. Fernando José, amikor megtudja hogy felesége életben van, könyörög neki hogy térjen vissza hozzá, de a lány hallani sem akar róla, mert képtelen megbocsátani a férjének, hogy kegyetlenül elhagyta.

## Szereposztás
| Szerepnév                                                           | Színész                         | Magyar hang                |
| ------------------------------------------------------------------- | ------------------------------- | -------------------------- |
| Rosalinda Pérez Romero de Altamirano del Castillo / Paloma Dorantes | Thalía                          | Liptai Claudia             |
| Fernando José Altamirano del Castillo                               | Fernando Carrillo               | Viczián Ottó               |
| Soledad Martha Romero de del Castillo                               | Angélica María                  | Csere Ágnes                |
| Fedra Pérez Romero de Altamirano                                    | Nora Salinas                    | Fazekas Andrea             |
| Lucía (Lucy) Pérez Romero de Rivera Pacheco                         | Adriana Fonseca                 | Madarász Éva               |
| Roberto (Beto) Pérez Romero                                         | Jorge de Silva                  | Boros Zoltán               |
| Javier Pérez                                                        | Miguel Ángel Rodríguez          | Kőszegi Ákos               |
| Valeria del Castillo de Altamirano                                  | Lupita Ferrer                   | Orosz Helga                |
| Alfredo del Castillo                                                | Manuel Saval †                  | Cseke Péter                |
| Abril Valdez Quiñones del Castillo                                  | Esther Rinaldi                  | Nemes Takách Kata          |
| Verónica del Castillo de Altamirano                                 | Laura Zapata                    | Martin Márta               |
| Bertha Álvarez                                                      | Elvira Monsell                  | Földesi Judit              |
| Florentino Rosas                                                    | René Muñoz †                    | Versényi László            |
| Becky Rosas                                                         | Sara Luz                        | Závodszky Noémi            |
| Zoila Barriga                                                       | Renata Flores                   | Halász Aranka / Tóth Judit |
| Celina Barriga                                                      | Milagros Rueda / Ivonne Montero | Makay Andrea               |
| Asunción                                                            | Ninón Sevilla                   | Győri Ilona                |
| Aníbal Eduardo Rivera Pacheco                                       | Eduardo Luna                    | Holl Nándor                |
| Sandra Pacheco de Rivera                                            | Sara Montes                     |                            |
| Alejandro (Álex) Dorantes                                           | Víctor Noriega                  | Bor Zoltán                 |
| Natalia                                                             | Tere López-Tarín                | Hámori Eszter              |
| Agustín Morales                                                     | Sergio Reynoso                  | Jakab Csaba                |
| Demetrio Morales                                                    | Eduardo Liñán                   | Áron László                |
| Clarita Martínez                                                    | Paty Díaz                       | Balogh Anikó               |
| Francisco Quiñones (El Miserias)                                    | Roberto Guzmán †                | Gruber Hugó                |
| Angustias                                                           | Meche Barba †                   | Bókai Mária                |
| Chuy                                                                | Javier Ruán                     | Balázsi Gyula              |
| Bonifacio                                                           | Raúl Padilla †                  | Perlaki István             |
| Luz María                                                           | Luz María Zetina                | Németh Borbála             |
| Gerardo Navarrete                                                   | Alejandro Ávila                 | Dimulász Miklós            |
| Enriqueta de Navarrete                                              | Ana María Aguirre               | Szabó Éva                  |
| Alcira Ordóñez                                                      | Anastasia                       | Kiss Eszter                |
| Georgina Montez                                                     | Liza Willert                    | Antal Olga                 |
| Dr. Riveroll                                                        | Alberto Inzúa †                 | Cs. Németh Lajos           |
| Julieta                                                             | Irma Torres †                   | Illyés Mari                |
| Ramiro                                                              | Emiliano Lizárraga              |                            |
| Cosme                                                               | Jorge Pascual Rubio             | Katona Zoltán              |
| Pamela Iturbide                                                     | Yessica Salazar                 | Kisfalvi Krisztina         |
| Úrsula Valdez                                                       | Eva Calvo                       | Mednyánszky Ági            |
| David                                                               | Ricky Mergold                   | Szalay Csongor             |
| Ayala                                                               | Julio Urreta                    | Szalai Imre                |
| Luciana                                                             | Guadalupe Bolaños               |                            |
| Dolores Romero                                                      | Tina Romero                     | Menszátor Magdolna         |
| José Fernando Altamirano                                            | Guillermo García Cantú          | F. Nagy Zoltán             |
| Aida                                                                | Aida Cuevas                     | Hirling Judit              |
| Agustín és Rosalinda ügyvédje                                       | Julio Monterde †                | Uri István                 |
| Rosalinda orvosa                                                    | Juan Carlos Serrán              | Kránitz Lajos              |
| Valeria sofőrje                                                     | Yamil Sesin                     | Nem szólal meg             |

## Érdekességek
- Nora Salinas és Laura Zapata korábban az Esmeralda című sorozatban játszottak együtt, ahol anya-lánya volt a viszonyuk.
- Laura Zapata, Ninón Sevilla, Meche Barbá , Renata Flores, René Muñoz, Adriana Fonseca és Paty Díaz , korábban a Paula és Paulinaban játszottak együtt.
- Thalía és Laura Zapata korábban a María Mercedes című 1992-es telenovellában játszottak együtt, ahol szintén anyós-meny volt a viszonyuk.
- Laura Zapata-nak ez volt az egyetlen pozitív szerepe, a színésznő hosszú pályafutása alatt szinte csak gonosz anyákat és anyósokat alakított.

## A sorozat alapjául szolgáló történet egyéb adaptációi
A történet alapját Delia Fiallo írta, amelyet először Argentínában filmesítettek meg a hatvanas évek végén Esa triste mentira de amor („Az a szomorú szerelmi hazugság”) címen. Ennek első remakeje a venezuelai María Teresa 1972-ből, melynek főszerepét Lupita Ferrer alakítja, aki a Rosalindában a gonosz anyóst. A második feldolgozás a szintén venezuelai Primavera („Tavasz”) 1988-ból, amelyben Fernando Carrillo először alakítja a Fernando Josénak megfelelő szerepet. Ugyancsak Venezuelában készítették a Rosalindát közvetlenül megelőző változatot Rosangélica címen 1993-ban Sonya Smith és Víctor Cámara főszereplésével. E sorozat érdekessége, hogy a férfi főhős anyját, a „gonosz anyós”-t szintén Lupita Ferrer alakította.
2008–2009 között a Televisa közreműködésével a Fülöp-szigeteki GMA Network ugyancsak Rosalinda címen elkészítette a saját verzióját Carla Abellana és Geoff Eigenmann főszereplésével. Ez az adaptáció néhány apróbb változtatástól eltekintve egy az egyben a mexikói Rosalinda másolata.

## A DVD-novella változat
A filmosorozat vágott (rövidített) változata DVD-re. Jellemzők:
- Formátum: 2 dupla oldalú lemez (4 DVD)
- Hossz (összesen): ~ 9 óra 40 perc
- Régió: 1, 4, 0 (multirégió)
- Hang: mono; 2.0 sztereó (aláfestő zene)
- Nyelv: spanyol
- Speciális jellemzők (extrák):
  - a színészek életrajza,
  - fotógaléria,
  - jelenetváltók,
  - videóklip,
  - a legjobb csókok,
  - előzetesek,
  - jelenetválasztási lehetőség
  - interaktív menük.
- Kiadó: Alter Films / Televisa Home Entertainment (2004)